# Варьзяде
Варьзяде (устар. Елга) — река в России, протекает по Татарстану. Устье реки находится в 32 км по левому берегу реки Стярле.
Длина реки составляет 13 км, площадь водосборного бассейна 69,2 км².
Направление течения в основном юго-восточное. Имеет правый приток — реку Мачаклы. Вблизи устья принимает левый приток, берущий начало из оборудованного источника Чатыр-Тау. Населённые пункты, расположенные на реке Варьзяде — Уразаево, Сапеево.

## Данные водного реестра
По данным государственного водного реестра России относится к Камскому бассейновому округу, водохозяйственный участок реки — Ик от истока и до устья, речной подбассейн реки — бассейны притоков Камы до впадения Белой. Речной бассейн реки — Кама.
Код объекта в государственном водном реестре — 10010101312111100028497.